# Dokud nás svatba nerozdělí
Dokud nás svatba nerozdělí (ve francouzském originále Le Sens de la fête) je francouzská filmová komedie z roku 2017, kterou režírovali Éric Toledano a Olivier Nakache podle vlastního scénáře. V hlavních rolích se objevili Jean-Pierre Bacri, Eye Haïdara, Gilles Lellouche, Jean-Paul Rouve, Suzanne Clément, Vincent Macaigne a Alban Ivanov.
Premiéra ve Francii proběhla dne 4. října 2017, v Česku se film dostal do kin o měsíc později, a to 16. listopadu 2017.

## O filmu
Šéf svatební agentury Max organizuje svatbou Pierra a Hélény na starobylém zámku. Musí povolat tým číšníků, kuchaře, fotografa, kapelu a moderátora a v běhu událostí řešit nejen všechny jejich problémy, ale hlavně ty své.

## Obsazení
| Jean-Pierre Bacri  | Max Angeli, svatební agent                   |
| Jean-Paul Rouve    | Guy, fotograf                                |
| Gilles Lellouche   | James, moderátor a zpěvák                    |
| Eye Haïdara        | Adèle, Maxova spolupracovnice                |
| Vincent Macaigne   | Julie, Maxův švagr najatý na práci číšníka   |
| Alban Ivanov       | Samy, Adèlin kamarád najatý na práci číšníka |
| Suzanne Clément    | Josiane, organizátorka a Maxova přítelkyně   |
| Hélène Vincent     | Geneviève, matka ženicha                     |
| Benjamin Lavernhe  | Pierre, ženich                               |
| Judith Chemla      | Héléna, nevěsta                              |
| William Lebghil    | Seb, číšník                                  |
| Kévin Azaïs        | Patrice, číšník                              |
| Khereddine Ennasri | Nabil, číšník                                |
| Antoine Chappey    | Henri, číšník vybraný pro jednání s Maxem    |
| Gabriel Naccache   | Bastien, fotografův stážista                 |

## Recenze
- Mirka Spáčilová, IDNES.cz, 16. listopadu 2017,  [2]
- Dagmar Šimková, Totalfilm.cz, 16. listopadu 2017,  [3]
- Kristina Roháčková, iROZHLAS, 15. listopadu 2017,  [4]
- Pavel Urík, Kukátko.cz, 21. listopadu 2017,  [5]